# Trimma flavatrum
Trimma flavatrum är en fiskart som beskrevs av Hagiwara och Richard Winterbottom 2007. Trimma flavatrum ingår i släktet Trimma och familjen smörbultsfiskar. Inga underarter finns listade i Catalogue of Life.